# Les 100 plus grands guitaristes de tous les temps selon Rolling Stone

Les 100 plus grands guitaristes de tous les temps (rock-folk), selon le magazine musical Rolling Stone, est un classement publié par ledit magazine depuis septembre 2003.
Un premier classement arbitraire est créé par le journaliste David Fricke en 2003, puis un second en 2011, établi par un jury composé de musiciens. Les deux listes, qui concernent presque exclusivement des artistes de rock et de blues anglo-saxons, sont relayées par différents médias mais font aussi l'objet de critiques.

## Historique et méthodologie
En 2003, le classement est établi arbitrairement par David Fricke, célèbre collaborateur du magazine. La publication du palmarès s'étale jusqu'à l'année suivante, pour que sa conclusion coïncide avec le cinquantenaire du rock 'n' roll, selon la date retenue par de nombreux spécialistes. Les éditions plus récentes sont basées sur le vote de plusieurs dizaines de musiciens professionnels reconnus, sans aucun critère imposé de technique, d'expression ou d'influence musicales. Le classement est donc nécessairement subjectif et désormais sujet à modification en fonction des votants.
Lors de la première publication de ce classement, c'est Jimi Hendrix qui occupe la première place, suivi de Duane Allman et B. B. King. En 2011, lors de la publication du classement « nouvelle formule », Fricke revient sur son idée de départ en expliquant que, si le concept lui a d'abord paru bon, il s'en est trouvé frustré pour deux raisons. La première est le nombre relativement restreint de guitaristes qu'il était possible d'intégrer au classement, arbitrairement fixé à cent. Fricke estimait que, pour rendre justice à la majorité des guitaristes contemporains ayant eu une influence déterminante, il aurait fallu pouvoir publier un classement d'au moins cinq cents musiciens. Enfin, revenant sur la nécessaire subjectivité de son classement, Fricke explique que, si Hendrix lui a toujours semblé avoir naturellement droit à la première place, il n'aime pas faire une distinction qualitative entre les suivants et les voit comme étant tous « numéro deux ex æquo ».

## Classement de 2003
Classement établi par David Fricke en 2003 :
1. Jimi Hendrix
2. Duane Allman
3. B. B. King
4. Eric Clapton
5. Robert Johnson
6. Chuck Berry
7. Stevie Ray Vaughan
8. Ry Cooder
9. Jimmy Page
10. Keith Richards
11. Kirk Hammett
12. Kurt Cobain
13. Jerry Garcia
14. Jeff Beck
15. Carlos Santana
16. Johnny Ramone
17. Jack White
18. John Frusciante
19. Richard Thompson
20. James Burton
21. George Harrison
22. Mike Bloomfield
23. Warren Haynes
24. The Edge
25. Freddie King
26. Tom Morello
27. Mark Knopfler
28. Stephen Stills
29. Ron Asheton
30. Buddy Guy
31. Dick Dale
32. John Cipollina
33. Lee Ranaldo
34. Thurston Moore
35. John Fahey
36. Steve Cropper
37. Bo Diddley
38. Peter Green
39. Brian May
40. John Fogerty
41. Clarence White
42. Robert Fripp
43. Eddie Hazel
44. Scotty Moore
45. Frank Zappa
46. Les Paul
47. T-Bone Walker
48. Joe Perry
49. John McLaughlin
50. Pete Townshend
51. Paul Kossoff
52. Lou Reed
53. Mickey Baker
54. Jorma Kaukonen
55. Ritchie Blackmore
56. Tom Verlaine
57. Roy Buchanan
58. Dickey Betts
59. Ed O'Brien
60. Jonny Greenwood
61. Ike Turner
62. Zoot Horn Rollo
63. Danny Gatton
64. Mick Ronson
65. Hubert Sumlin
66. Vernon Reid
67. Link Wray
68. Jerry Miller
69. Steve Howe
70. Eddie Van Halen
71. Lightnin' Hopkins
72. Joni Mitchell
73. Trey Anastasio
74. Johnny Winter
75. Adam Jones
76. Ali Farka Touré
77. Henry Vestine
78. Robbie Robertson
79. Cliff Gallup
80. Robert Quine
81. Derek Trucks
82. David Gilmour
83. Neil Young
84. Eddie Cochran
85. Randy Rhoads
86. Tony Iommi
87. Joan Jett
88. Dave Davies
89. D. Boon
90. Glen Buxton
91. Robby Krieger
92. Wayne Kramer
93. Fred « Sonic » Smith
94. Bert Jansch
95. Kevin Shields
96. Angus Young
97. Robert Randolph
98. Leigh Stephens
99. Greg Ginn
100. Kim Thayil

## Classement de 2011
Voici les « meilleurs guitaristes » de l'histoire selon le classement de Rolling Stone mis à jour en 2011. Ce classement a été établi à la suite des classements de plusieurs grands guitaristes comme Carlos Santana, Ritchie Blackmore, Joe Perry, Brian May, Eddie Van Halen, etc. La liste contient à nouveau deux femmes : Joni Mitchell et Bonnie Raitt.
1. Jimi Hendrix
2. Eric Clapton
3. Jimmy Page
4. Keith Richards
5. Jeff Beck
6. B. B. King
7. Chuck Berry
8. Eddie Van Halen
9. Duane Allman
10. Pete Townshend
11. George Harrison
12. Stevie Ray Vaughan
13. Albert King
14. David Gilmour
15. Freddie King
16. Derek Trucks
17. Neil Young
18. Les Paul
19. James Burton
20. Carlos Santana
21. Chet Atkins
22. Frank Zappa
23. Buddy Guy
24. Angus Young
25. Tony Iommi
26. Brian May
27. Bo Diddley
28. Johnny Ramone
29. Scotty Moore
30. Elmore James
31. Ry Cooder
32. Billy Gibbons
33. Prince
34. Curtis Mayfield
35. John Lee Hooker
36. Randy Rhoads
37. Mick Taylor
38. The Edge
39. Steve Cropper
40. Tom Morello
41. Mick Ronson
42. Mike Bloomfield
43. Hubert Sumlin
44. Mark Knopfler
45. Link Wray
46. Jerry Garcia
47. Stephen Stills
48. Jonny Greenwood
49. Muddy Waters
50. Ritchie Blackmore
51. Johnny Marr
52. Clarence White
53. Otis Rush
54. Joe Walsh
55. John Lennon
56. Albert Collins
57. Rory Gallagher
58. Peter Green
59. Robbie Robertson
60. Ron Asheton
61. Dickey Betts
62. Robert Fripp
63. Johnny Winter
64. Duane Eddy
65. Slash
66. Leslie West
67. T-Bone Walker
68. John McLaughlin
69. Richard Thompson
70. Jack White
71. Robert Johnson
72. John Frusciante
73. Kurt Cobain
74. Dick Dale
75. Joni Mitchell
76. Robby Krieger
77. Willie Nelson
78. John Fahey
79. Mike Campbell
80. Buddy Holly
81. Lou Reed
82. Nels Cline
83. Eddie Hazel
84. Joe Perry
85. Andy Summers
86. J Mascis
87. James Hetfield
88. Carl Perkins
89. Bonnie Raitt
90. Tom Verlaine
91. Dave Davies
92. Dimebag Darrell
93. Paul Simon
94. Peter Buck
95. Roger McGuinn
96. Bruce Springsteen
97. Steve Jones
98. Alex Lifeson
99. Thurston Moore
100. Lindsey Buckingham

## Réception et critiques
Jimi Hendrix, aujourd'hui en tête de ces deux classements, dans une interview, à la question « Qu'est-ce que ça fait d'être le meilleur guitariste du monde ? », répondit « Je ne sais pas, demandez à Rory Gallagher. ».
Si certains médias publient ces deux classements sans les contester,, ils comptent également quelques détracteurs. Olivier Nuc du Figaro leur reproche leur manque d'audace et leur machisme. Seuls trois des musiciens cités ont moins de quarante ans et la célébrité est souvent privilégiée au détriment du talent. Et il n'y a que deux femmes, Joni Mitchell et Bonnie Raitt (et Joan Jett, présente dans l'édition de 2003). Nuc apprécie par contre que les votants aient préféré le style à la virtuosité.
On peut ajouter que les lauréats sont tous anglo-saxons, à l'exception du malien Ali Farka Toure, exclu du second classement. Comme le souligne The Guardian, la grande majorité des 135 musiciens nommés dans l'une des deux listes sont américains. On compte aussi une trentaine de Britanniques, quatre Canadiens, un Irlandais et un Australien. Les styles musicaux sélectionnés sont essentiellement le rock (et ses dérivés : psychédélique, progressif, heavy metal, etc.) et le blues. Il y a aussi quelques représentants des musiques folk, country, soul ou funk et jazz-rock.